# Kuševac (Đakovica)
Pour l’article homonyme, voir Kuševac (Đakovo).
Kushavec en albanais et Kuševac en serbe latin (en serbe cyrillique : Кушевац) est une localité du Kosovo située dans la commune/municipalité de Gjakovë/Đakovica, district de Gjakovë/Đakovica (Kosovo) ou de Pejë/Peć (Serbie). Selon le recensement kosovar de 2011, elle compte 190 habitants, tous albanais.

## Démographie

### Évolution historique de la population dans la localité
| 1948 | 1953 | 1961 | 1971 | 1981 | 1991 | 2011 |
| ---- | ---- | ---- | ---- | ---- | ---- | ---- |
| 180  | 182  | 212  | 266  | 299  | 293  | 190  |

|  |